# Smardy Dolne (gmina)
Smardy Dolne – dawna gmina wiejska istniejąca w latach 1945–1954 w woj. śląskim i woj. opolskim (dzisiejsze woj. opolskie). Siedzibą władz gminy były Smardy Dolne.
Gmina zbiorowa Smardy Dolne powstała po II wojnie światowej (w grudniu 1945) w powiecie kluczborskim na terenie tzw. Ziem Odzyskanych (tzw. I okręg administracyjny – Śląsk Opolski), powierzonym 18 marca 1945 administracji wojewody śląskiego, a z dniem 28 czerwca 1946 przyłączonym do woj. śląskiego (śląsko-dąbrowskiego).
Według stanu z 1 stycznia 1946 gmina składała się z 9 gromad: Smardy Dolne, Biertółcice, Gortatów, Ligota Dolna, Markotów, Markotów Mały, Smardy Górne, Stare Czaple (z Wolnymi Czaplami) i Szywałd. 6 lipca 1950 zmieniono nazwę woj. śląskiego na katowickie; równocześnie gmina Smardy Dolne wraz z całym powiatem kluczborskim weszła w skład nowo utworzonego woj. opolskiego.
Według stanu z 1 lipca 1952 gmina składała się z 9 gromad: Gotartów, Krzywizna, Ligota Dolna, Markotów, Markotów Mały, Smardy Dolne, Smardy Górne, Stare Czaple i Unieszów. Gmina została zniesiona 29 września 1954 wraz z reformą wprowadzającą gromady w miejsce gmin. Jednostki nie przywrócono 1 stycznia 1973 wraz z kolejną reformą reaktywującą gminy.